# Editorial Muchnik
Editorial Muchnik fue una editorial argentina.

## Trayectoria
Tras adquirir los derechos de publicación de las series de National Allied Publications, lanzó en 1950 su primera revista de cómics: La Revista del Superhombre.
Siguieron luego Boletín Extra (1950), La Revista de Robín (1950) y Hazañas! (1953).
A principios de los años sesenta, abandonó la edición de cómics.